# H2AZ
L'H2AZ (ou H2A.Z) est un  variant de la protéine histone H2A, codée chez l'humain par le gène H2AFZ. Elle est un composant de la structure des nucléosomes entourant l'ADN.

## Description
Les histones sont des protéines nucléaires basales qui constituent les composants fondamentaux de la structure des nucléosomes de la fibre chromosomique chez les eucaryotes. Les nucléosomes sont constitués d'environ 146 pb d'ADN enroulé autour d'un octamère d'histones composé de paires de chacune des quatre histones (H2A, H2B, H3 et H4). La fibre de chromatine est en outre comprimée par l'interaction d'une histone de liaison, H1, avec l'ADN entre les nucléosomes pour former des structures de la chromatine d'ordre supérieur. Ce gène code un membre replication-indépendant de la famille de l'histone H2A qui est distinct des autres membres de cette famille. Des études chez la souris ont montré que cette histone en particulier est requise pour le développement embryonnaire et indiquent que le manque de l'histone H2A fonctionnelle conduit à une létalité embryonnaire .
L'histone H2AZ est un variant de l'histone H2A, et est utilisée afin de médier la réponse thermosensorielle, et est essentielle pour la perception de la température ambiante. L'occupation nucléosomale de H2A.Z diminue avec l'augmentation de la température, et des essais in vitro montrent que les nucléosomes contenant H2A.Z enveloppent l'ADN plus étroitement que les nucléosomes H2A canoniques chez Arabidopsis (Cell 140: 136-147, 2010). Cependant, certaines autres études (Nat. Genet. 41, 941-945 et Genes Dev., 21, 1519-1529) ont montré que l'incorporation de H2A.Z dans les nucléosomes de concert avec H3.3 les rend plus faibles. Il a été montré que le positionnement des nucléosomes contenant H2A.Z autour des sites d'initiation de la transcription affecte l'expression du gène en aval. 
Des données récentes confèrent également rôle de H2A.Z dans la répression d'un sous-ensemble d'ARN non codant, dérépression des transcrits cryptiques instables (CUTs), ainsi que dans la médiation de la formation de la structure d'ordre supérieur de la chromatine.
L'histone H2AZ est codée chez l'humain par le gène H2AFZ,.